# 몬산토

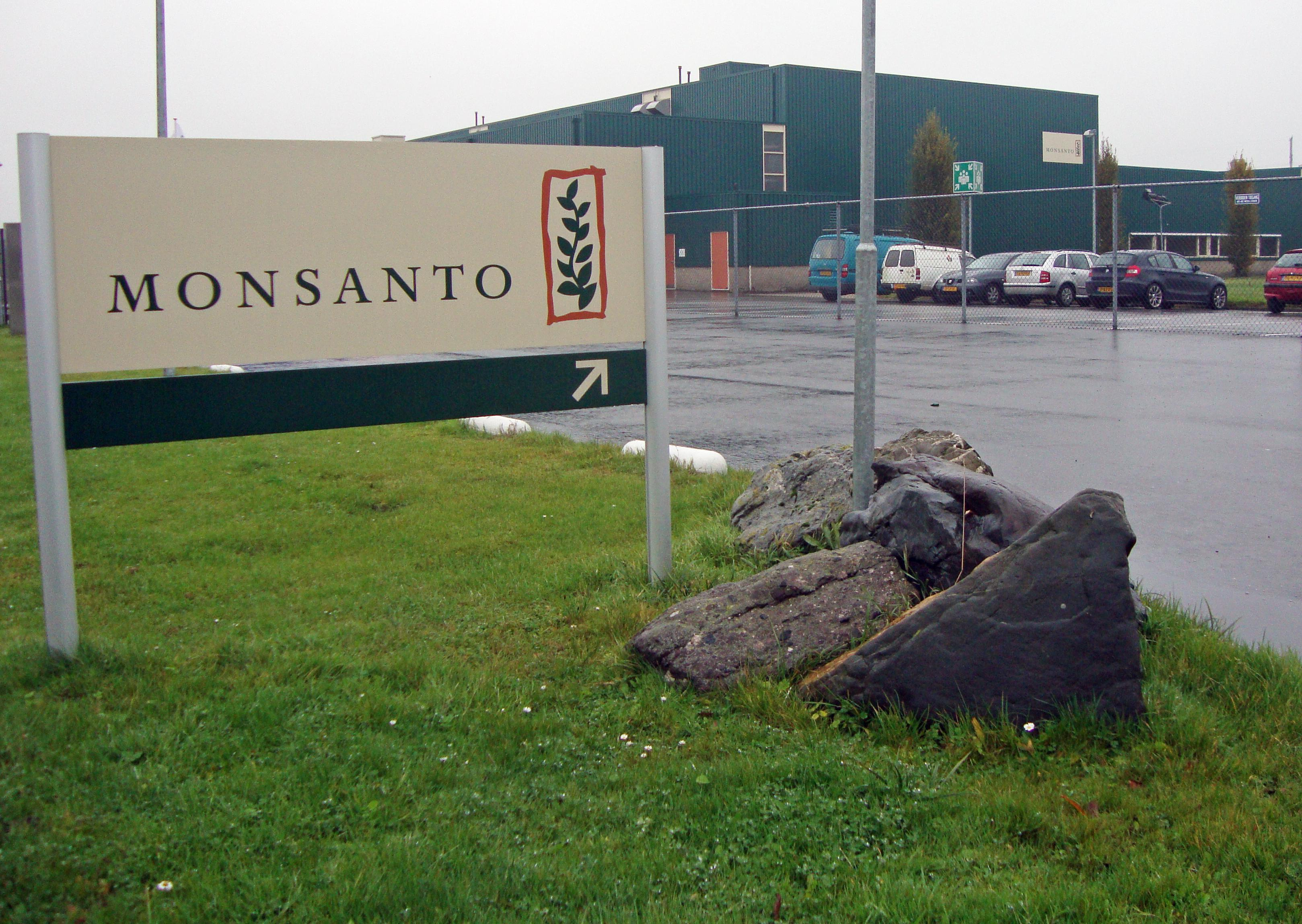

몬산토(영어: Monsanto Company, NYSE: MON)는 미국 미주리주 세인트 루이스에 본사를 둔 다국적 생화학 제조업체이다. 2005년 매출액은 62억 달러, 2008년 매출액은 110억 달러이다. 유전자 변형 작물 종자의 세계 점유율은 90%이다. 또한 자사의 제초제 라운드업에 내성을 가진 유전자 변형 작물을 세트로 개발, 판매하고 있다. 생화학 업체로 세계 굴지의 규모와 성장성을 자랑한다. 《비즈니스 위크》 지가 선정한 〈2008년 세계에서 가장 영향력이 있는 10대 기업〉에 몬산토가 선정됐다.

## 개요
1901년에 존 F. 퀴니가 설립했다. 몬산토라는 회사명은 아내 올가 몬산토에서 유래한다. 1920년대 무렵부터 황산과 화학 제품의 제조 실적을 올리고, 1940년대부터 플라스틱과 합성 섬유 제조 업체로 유명해졌다.
본사가 위치한 세인트 루이스에는 세계 굴지의 규모를 자랑하는 미주리 식물원이 있다. 몬산토는 여기에서 표본 상자(식물 표본 저장 시설)의 건설에 거액의 기부를 하고 있는 것으로 알려져 있다.
회사를 유명하게 만든 제품 중 하나는 PCB이고 ‘아로클로르(Aroclor)’라는 상품명으로 독점적으로 제조 판매했다. 또한 농약 제조 업체로 유명하고 베트남 전쟁에서 사용된 맹독성 고엽제 에이전트 오렌지의 제조 업체이기도 하다. 이 고엽제에 불순물로 다이옥신이 포함되어 있으며, 이후 큰 사회적 문제가 되었다.
제초제 라운드업을 개발하고 최근에는 라운드업에 내성을 가진 다양한 유전자 변형 작물(라운드 업 레디: Roundup Ready)를 분자 육종하여 세트로 판매하고 있다. 또한, 라운드업의 유효 성분 글리포세이트(glyphosate) 자체의 특허는 이미 유효 기간이 만료되었다. 기타 수컷성불임이나 병해충 저항력과 스트레스 저항성 및 성분을 수정한 각종 재조합 품종도 개발하고 있다. 몬산토의 유전자 변형 작물의 적극적인 점유율 확보하는 상법에 대해 유럽을 중심으로 문제가 되고 있다. 따라서 농업 분야에서 미국의 세계 지배를 지원하는 기업이라는 비판의 대상이 될 수 있다.
콜롬비아에서 미군이 코카(coca)나무 재배와 게릴라를 소탕한다는 명목으로 수행하고 있는 플랜 콜롬비아(Plan colombia)의 핵심은 글리포세이트를 공중살포하는 것이다. 90년대 말부터 시작해 불과 10여년만에 유전자변형 대두 수출국이 된 아르헨티나, 브라질, 파라과이에서 글리포세이트 공중살포로 인한 환경파괴와 주민들의 질병 증가의 심각한 문제가 있다. 디즈니의 애니메이션 <<비행기>>(2013)는 글리포세이트 살포 비행기를 주인공으로 친근하게 그려 제초제 살포로 고통받고 있는 남아메리카 나라에서 지탄의 대상이 되었다.

## 유전자변형작물과 몬산토 비판
몬산토는 유전자 변형 작물에 주력하고 있는 기업이다. 종묘 회사의 다른 새로운 유전자 변형 품종과 기술을 개발하는 기업을 흡수합병하고, 그 기업에 자본 참가하고 있다.
자체 개발한 유전자 변형 작물의 종자를 판매할 때 다음 회의 자택 채종을 하지 않는다는 계약을 재배 농가 간에 맺고 있는 것이 많다. 따라서,이 계약을 위반하여 유전자 변형 작물의 종자를 자가 채종하고 이후 재배에 이용하는 농가에 대해 지적 재산권 침해로 많은 소송을 일으킨 것에 주목받아, 비판을 받는 사태가 많이 발생하고 있다.
2015년 인도 정부는 몬산토의 목화 종자 독점에 반대하는 소송을 제기했다. 2016년 세계 민중운동 단체들이 공동으로 조직한 민중의회가 주체가 되어 헤이그에서 몬산토 재판이 열렸다.
2018년 6월 7일 독일 바이엘이 몬산토를 인수 합병하였다. 합병 과정에서 유럽중앙은행의 지원을 받았고, 유럽연합은 "광범위한 제약 부문을 매각하여 종자, 살충제, 디지털 농업 부문에서 두 기업의 사업 영역 중복을 해소"하는 조건으로 2018년 3월 21일 몬산토-바이엘 합병을 승인했다.

## 한국의 종묘회사 인수
외환위기 직후인 1998년, 국내 1위 종자 회사인 흥농종묘와 3위 업체인 중앙종묘가 멕시코 종자 회사 세미니스에 인수됐는데, 2005년 몬산토가 세미니스를 인수하면서 자연스럽게 ‘몬산토 코리아’가 종자 시장을 석권했다. 파프리카·청양고추·시금치·토마토 등 70여 개 품목은 몬산토 코리아가 종자 판매권을 보유하고 있다.

## 같이 보기
- 유전자 변형 작물
- 라운드업
- 고엽제